# Хантсман, Абби
Абби Хантсман (англ. Abigail Haight Huntsman; род. 1 мая 1986, Филадельфия, штат Пенсильвания) — американская телеведущая и репортёр.

## Биография
Дочь бывшего губернатора штата Юта Джона Хантсмана—младшего и Мэри Кэй Хантсман. Выросла в штате Юта, но много лет провела в Азии, включая Тайвань и Сингапур. Она окончила Университет Пенсильвании в 2008 году со степенью по философии, политике и экономике (Philosophy, Politics, and Economics (PPE)).
В 2013 году она заняла 26-е место в списке перспективных представителей СМИ Forbes «30 до 30».
Свою карьеру на телевидении начала в шестнадцать лет, работая за кулисами передачи Good Morning America. Ранее была политическим обозревателем и соведущей программы The Cycle, выходившей на телеканале MSNBC, а затем работала на Fox News Channel. Была соведущей ток-шоу The View на канале ABC с сентября 2018 по январь 2020 года, покинув его ради участия в избирательной кампании отца.

## Личная жизнь
С 21 августа 2010 года Хантсман замужем за своим возлюбленным со времён колледжа Джеффом Ливингстоном. У супругов трое детей: дочь Изабель Грейс Ливингстон (род. 29.11.2017) и близнецы — дочь Руби Кейт Ливингстон и сын Уильям Джеффри Ливингстон (род. 05.06.2019).
Хантсман - республиканка. В начале 2013 года она вместе с Маргарет Гувер и ее бывшей соведущей View Меган Маккейн выпустила рекламу в поддержку однополых браков. «Я думаю, что это проблема поколений, и я думаю, что со временем вы увидите, что все больше и больше республиканцев поддерживают свободу вступать в брак. Я счастлива и горжусь этим движением».